# Cova del Drac
La Cova del Drac fou un local musical barceloní situat al número 30 del carrer Tuset de Barcelona que va estar obert del 1965 al 1992.

## Història
L’origen de La Cova del Drac està estretament lligat a la professionalització de la Nova Cançó, un fenomen que va esclatar, sobretot, a partir de la participació –i del triomf– de Raimon al Festival de la Cançó Mediterrània (1959) amb Se’n va anar.
Pocs anys més tard, el creixent col·lectiu de cantants que actuava arreu del país empès per una resistència cultural, social i política, gaudia de tanta popularitat que diverses discogràfiques comercials van començar a incloure discos en català al seu catàleg. Aquest fou el cas d'Edigsa, segell presidit per Josep Espar i Ticó i aglutinador del nucli dur de la Nova Cançó. Creat l’any 1961, va servir de plataforma de llançament i difusió de gairebé tots els integrants d’aquell moviment. No obstant això, la seva política d’enregistraments va ser considerada massa restrictiva per part d’alguns dels seus consellers, que el 1964 van deixar la companyia.
Casualment, l'escissió d’Edigsa va posar la llavor del local que havia de portar la contracultura catalana al carrer Tuset de Barcelona –el Tuset Street, centre neuràlgic de la modernitat barcelonina als anys seixanta. Perquè d’aquella escissió va néixer un altre segell discogràfic, Concèntric, liderat per Ermengol Passola –un dels fundadors d’Edigsa– i Josep Maria Espinàs, escriptor i fundador dels Setze Jutges, que poc després van obrir el primer local públic dedicat en exclusiva a la presentació d’espectacles en català i, molt especialment, a la cançó catalana: La Cova del Drac.
L'espai era, en realitat, el soterrani de la cèlebre cafeteria Drug-Drac-Store, un nom que jugava amb la coincidència fonètica de la paraula catalana drac i de l'anglesa drug. El novembre de 1965, la nova sala d’espectacles va obrir les portes per oferir programació diària (a excepció dels dilluns) en horari nocturn (23 a 3.30 h).
Segons va assegurar l'escriptor, crític d’art i cronista cultural Sebastià Gasch a Les nits de Barcelona, La Cova del Drac no coneixia cap precedent a la ciutat de Barcelona. «En primer lloc», apuntava Gasch, «els seus directors han sabut crear-hi un clima. Els llums vuitcentistes amb els seus globus esmerilats, les tauletes, les cadires, els tapissos de les parets, l'empostissat, els mil i un detalls d’una decoració singularment evocadora, ens transporten de sobte a aquella Barcelona del fi de segle». La decoració del local, que incorporava detalls modernistes i exposicions de pintura a les parets, trencava amb els cànons de l’època. Les cadires procedien de la Fonda Europa de Granollers.
Possiblement, el caràcter inusual que Sebastià Gasch destacava de La Cova del Drac tenia a veure també amb la diversitat de l’oferta. Per la seva pista van passar gairebé tots els integrants del moviment de la Nova Cançó, però igualment s'hi van fer espectacles teatrals de petit format, de pantomima i de teatre de cabaret, un gènere que a Catalunya pràcticament va néixer en aquell petit espai.
Durant la dècada dels setanta, amb els Setze Jutges ja desapareguts com a col·lectiu, la Cova del Drac va emprendre una important tasca de recerca de nous talents de la cançó que donessin continuïtat al moviment. Amb aquesta voluntat va impulsar, sota el nom de «Promoció de Noves Veus», diversos concursos destinats a cantants novells. Amb anterioritat, el 1967, el local havia convocat altres certàmens: el 21 de març d’aquell any, els diaris anunciaven la primera convocatòria dels premis Drac per a peces humorístiques originals, escrites en català i que es poguessin representar en pista. Aquestes iniciatives parlen d’un projecte que anava molt més enllà de la simple exhibició d’espectacles i que donava impuls a la creació escènica i musical catalana.
També Concèntric va desaparèixer a mitjans anys setanta. Passola i Espinàs van traspassar el local a Ramon Tordera, i aquest el va convertir en un espai jazzístic que va assolir renom internacional. El jazz va continuar vivint nits memorables a La Cova del Drac fins a l’últim dia de 1991, quan la sala va tancar per la impossibilitat d’afrontar les obres d’adequació a la nova normativa de seguretat dels locals nocturns. La Cova del Drac es va traslladar l'endemà al carrer Vallmajor, 33.

## Activitat
El cantautor mallorquí Guillem d'Efak, resident aleshores a Barcelona i primer artista de la discogràfica Concèntric, va inaugurar la nova sala d’espectacles del carrer Tuset i, durant els primers anys, va convertir-se en un dels seus habituals. Amb Josep Maria Espinàs com a presentador, Els Setze Jutges van actuar-hi també de manera regular, així com Els Joglars, que hi va estrenar el mateix 1965 Pantomimes del Music-Hall, en cartell durant tota aquella temporada. Les actuacions de la jove companyia capitanejada per Albert Boadella van sortir beneficiades per les dimensions i la il·luminació del local, que accentuava l'expressivitat del mim i de la pantomima. En paraules de Sebastià Gasch, «a La Cova del Drac uns artistes que generalment actuen en escenaris treballen a la vora de l'espectador. I aquesta proximitat, aquest íntim contacte, en comptes de perjudicar-los, els proporciona un relleu singular», tot afegint que el mim de Boadella i dels Joglars causava l’impacte del primer pla cinematogràfic.
El cabaret, però, va der un dels eixos principals que va vertebrar la programació als darrers anys seixanta i primers setanta. Un cabaret agermanat amb el que Boris Vian o Raymond Queneau van renovar al París de la postguerra, una successió àgil, trepidant, d’esquetxos, cançons i escenes teatrals; però, sobretot, influït pel Kabarett literari centreeuropeu. Un teatre de cabaret que van introduir a Catalunya Maria Aurèlia Capmany, Jaume Vidal Alcover i Josep Anton Codina. Tal com recordava aquest últim en una entrevista publicada a la revista Assaig de Teatre, la idea va sorgir de manera gairebé casual: «Ja feia uns mesos que havia abandonat l'EADAG, pero mantenia contactes amb quasi tots els seus membres. Un dia em vaig assabentar que l'Adrià Gual Dalmau i en Manolo Núñez volien muntar un espectacle (a partir d’un text de Maria Aurèlia Capmany) a La Cova del Drac, un local on es programaven espectacles de petit format i de característiques particulars que s'anomenaven espectacles de pista: mims, malabaristes, animadors, humoristes, ballarins, etc. Hi havien actuat Els Joglars i un grup d'actors dirigits per Francesc Nel·lo, creadors del nom Teatre de Pista». La iniciativa de Gual i Núñez no va fructificar, però Codina va proposar a Capmany fer uns espectacles en què es pogués parlar de tot cantant i ballant, «de la realitat dels nostres dies, dels seus esdeveniments i dels seus problemes, els quals (i en plena època franquista) no eren pas pocs. Per això, no volent pecar ni de frívols ni de transcendents, vam decidir que la nostra companyia no es diria ni Cabaret ni Kabarett, sinó Ca, Barret!, aquesta expressió tan catalana que vol dir que exageres, que no t'ho acabes de creure».
Ca, Barret! es va donar a conèixer a La Cova del Drac el 14 d’abril del 1968 amb Dones, flors i pitança, una peça de Maria Aurèlia Capmany que se servia de cançons, de poemes i de diàlegs breus, enginyosos i satírics per parlar de la dona i del seu paper a la societat al llarg del temps. Al respecte, Xavier Fàbregas confirmava a Serra d’Or que la peça s'inseria en la incipient tradició del teatre de cabaret a casa nostra, «una tradició encara sense arrels que, de mica en mica, haurà de cercar es trets que la defineixin (...) el teatre de cabaret exigeix uns textos pensats i escrits d’acord amb els mitjans que li són propis i una direcció i una interpretació prou diferents de les que requereix el teatre d’escenari, perquè puguem parlar d’un gènere nou –per a nosaltres- i específic». Enric Casamitjana, Joan Miralles, Elisenda Ribas i Carme Sansa en foren els intèrprets.
L’èxit del muntatge va possibilitar la continuïtat del gènere a la pista del local i la temporada següent, el 22 de desembre del 1968, s'hi va estrenar Manicomi d’estiu o la felicitat de comprar i vendre, de Jaume Vidal Alcover, amb el mateix repartiment de l’anterior –a excepció de Joan Miralles, substituït per Josep Torrents. Ja amb Santi Sans com a presentador dels espectacles, el cabaret de Capmany i Vidal Alcover va centrar la programació teatral de La Cova del Drac entre el 1968 i el 1973, esquivant de manera imaginativa la censura. Josep Anton Codina explica que els problemes van començar quan Manicomi d’estiu es va presentar en un petit local madrileny. «La censura, que fins aleshores no ens havia amoïnat, quan va llegir el text, va prohibir representar d’ara endavant qualsevol text que tingués la més mínima estructura d’obra dramàtica sense que hagués passat per la censura teatral de Madrid. Només els espectacles de varietats i les cançons podien ser revisats per la censura de Barcelona. Feta la llei, feta la trampa; ja ens tens convertint totes les cançons i els esquetxos en cançons dialogades». Antoni Carrera, premi de poesia dels Jocs Florals que, en aquella època, treballava per a l'empresa de La Cova del Drac, va ser l’artífex d’aquestes transformacions. En endavant, tots els espectacles de Capmany i Vidal Alcover a La Cova del Drac van passar a titular-se Varietats i es van acompanyar d’un subtítol més «teatral». És el cas, per exemple, de Varietats II o La culpa de la Coca-Cola (1969) o de Varietats III o Public Relations (1970). Varietats IV o Cadascú el que és seu i robar el que es pugui (1971) va tancar aquest cicle, però no la vinculació de Ca, Barret! a La Cova del Drac, que el 6 de desembre de 1973, cinc anys després del seu debut, s'acomiadava de la sala amb una peça que havia de presentar-se al Teatre Capsa de Pau Garsaball però que, finalment, va estrenar-se al local del carrer Tuset: Botxirel·lo, botxirel·lo, amb llibret de Capmany i Josep Maria Martí, direcció d’escena de Josep Anton Codina i amb Carme Sansa, Miquel Cors, Pilar Simon, Llorenç Torres i Xavier Serrat al repartiment.
Tot i el canvi de gestió del local a mitjan setanta, i la seva nova orientació cap a les actuacions de jazz, la pista de La Cova del Drac encara va acollir durant una dècada propostes de teatre. Aquest fou el cas, per exemple, de Pitarrades, del Grup A-7 ½, un muntatge que examinava les relacions entre el poder central i Catalunya al llarg dels dos darrers segles. Pitarrades, que va ensopegar amb els obstacles de la censura, va representar-se l’any 1977 a la sala, un cop obtinguts el permís per a l'estrena. Als anys vuitanta, cal destacar el Bululú...! que hi va portar Ramon Teixidor (1986).
L’activitat jazzística, però, es va ensenyorir del local i va desplaçar definitivament la teatral. El 31 de desembre del 1991, La Cova del Drac s'acomiadava del seu emplaçament del carrer Tuset amb una actuació d’un quartet de saxofonistes acompanyat pel piano de Tete Montoliu, una de les estrelles del local.
Posteriorment la sala canvià de lloc i va anar a la plaça Adrià, amb el nom de Jazzroom. L'any 2005 va reobrir les portes en un nou local, al carrer Vallmajor 33 de Barcelona.